# Con đường Dokkaebi

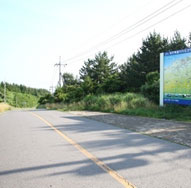
Đường Dokkaebi

Đoạn đường Dokkaebi là đoạn đường bí ẩn nằm trên đảo Jeju (Hàn Quốc), đang trở thành một điểm thu hút khách khi đến du lịch tại hòn đảo này. Dokkaebi là đoạn đường duy nhất tại Hàn Quốc nếu cho dừng xe ô tô ở dưới chân dốc, tắt máy thì xe sẽ tự động "chạy lên" mà không cần đến động cơ hay lực đẩy bên ngoài.

## Địa hình
Con đường 1100 nằm trên độ cao 300 so với mực nước biển, dài 35,1 km nối liền thành phố Cheju(Jeju) và thành phố Seogwipo chạy qua Eorimok và Yeongshil trên đỉnh núi Halla. Với nền địa chất là đá đen được hình thành sau các đợt phun trào của núi lửa, nên đã tạo ra định hình đặc biệt cho đoạn đường này.

## Vị trí
Dokkaebi là đoạn đường dài khoảng 100m, nằm cách sân bay quốc tế Jeju khoảng 7 km về hướng nam và nằm cạnh khu công viên tình yêu JeJu.